# Live! (album de The Police)
Pour les articles homonymes, voir Liste des albums intitulés Live et Live!.

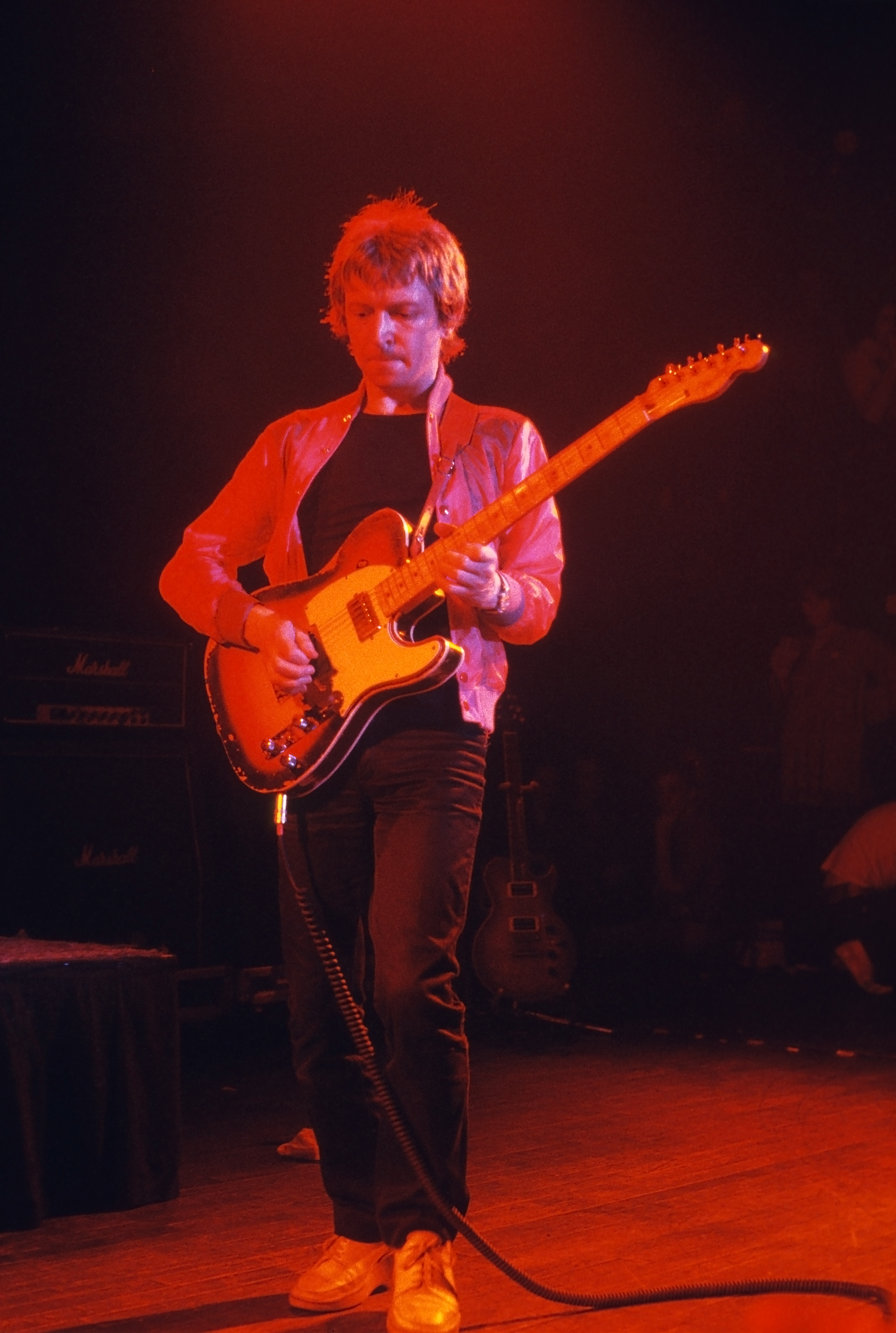
Andy Summers au concert de The Police à l'Agora Ballroom, Atlanta, Géorgie, en 1979

Live! est un album live du groupe britannique The Police sorti en 1995, mais enregistré en 1979 (disque 1 : Orpheum WBCN / Boston Broadcast) et 1983 (disque 2 : Synchronicity concert / Atlanta).

## Liste des chansons

### Disque 1
1. Next to You
2. So Lonely
3. Truth Hits Everybody
4. Walking on the Moon
5. Hole In My Life
6. Fall Out
7. Bring on the Night
8. Message in a Bottle
9. The Bed's Too Big Without You
10. Peanuts
11. Roxanne
12. Can't Stand Losing You/Reggatta De Blanc
13. Landlord
14. Born in the 50's
15. Be My Girl/Sally

### Disque 2
1. Synchronicity I
2. Synchronicity Il
3. Walking in your Footsteps
4. Message in a Bottle
5. O My God
6. De Do Do Do, De Da Da Da
7. Wrapped Around Your Finger
8. Tea in the Sahara
9. Spirits in the Material World
10. King of Pain
11. Don't Stand So Close to Me
12. Every Breath You Take
13. Roxanne
14. Can't Stand Losing You/Reggatta De Blanc
15. So Lonely